# Isidore Lillian

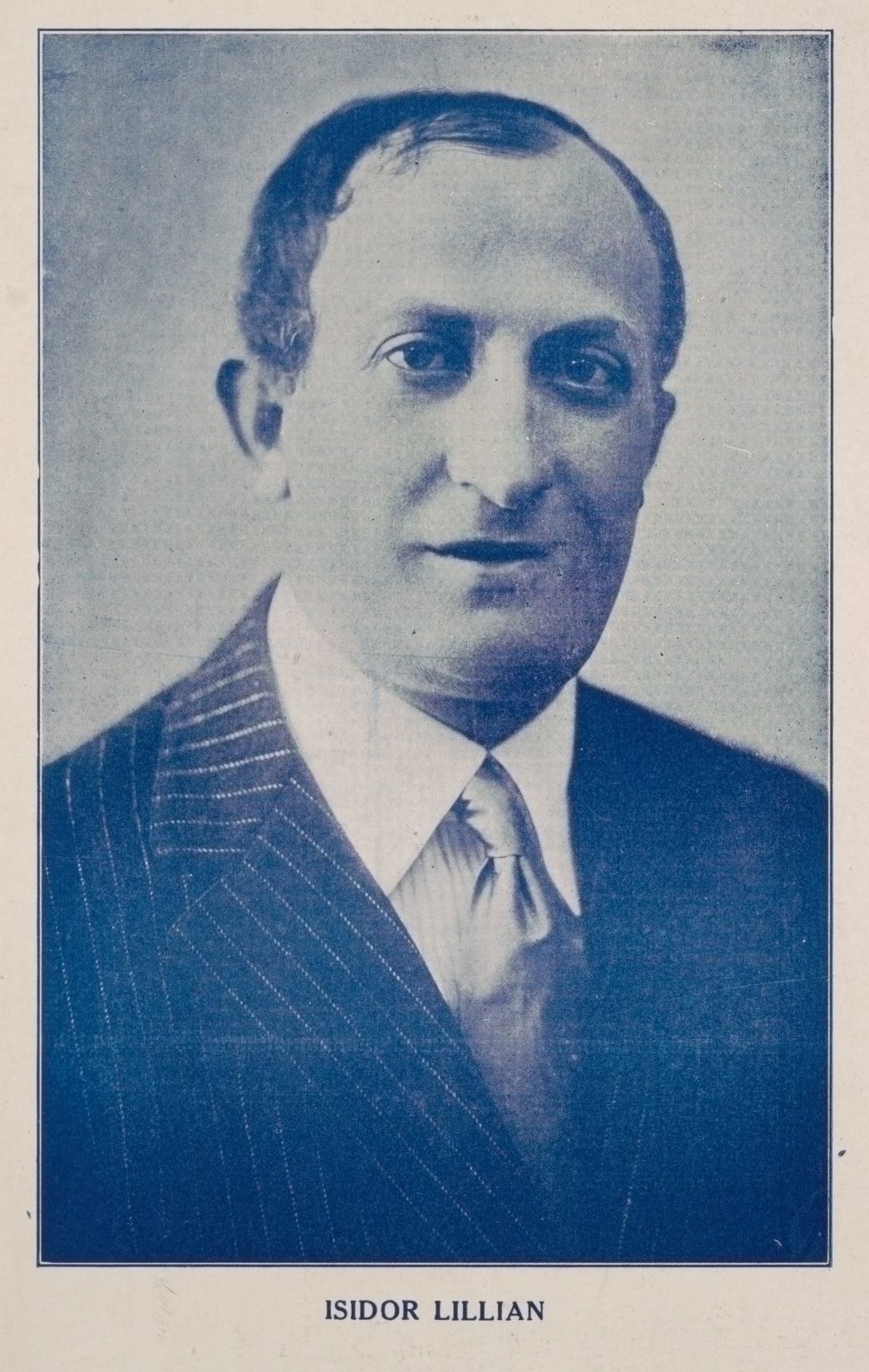
Ein Porträt von Isidore Lillian, yiddischsprachiger Songwriter und Dramatiker, von Unzere Soldatelech Kimen Schoin Tzurik Partitur um 1918

Isidore Lillian (* 7. September 1882 in Rzeszów, Galizien; † 27. August 1960 in New York) war ein amerikanischer Unterhaltungskünstler, Theaterautor und Komponist für Jiddische Musik und Filmmusik.
Lillian wurde in eine arme Familie geboren und emigrierte im Alter von zehn Jahren in die Vereinigten Staaten von Amerika. Mit sechzehn Jahren trat er in eine Schauspielervereinigung ein und arbeitete ein Jahr später in einem jiddischen Vaudeville-Haus, einem Unterhaltungstheater. Dort engagierte er sich sowohl als Schauspieler als auch als Autor für kurze ein- bis dreiaktige Unterhaltungsstücke. Ab 1905 begann er mit seiner hauptberuflichen Arbeit als Autor für Bühnenstücke.
Sein Werk aus den 1910er bis in die 1950er Jahre umfasst zahlreiche Bühnen- und Musikstücke.